# Hank Hanegraaff
Hendrik "Hank" Hanegraaff (nacido en 1950), también conocido como el Bible Answer Man, es un escritor cristiano estadounidense y presentador de programas de radio. Anteriormente protestante evangélico, se unió a la Iglesia ortodoxa oriental en 2017. Es una figura vocal dentro del movimiento antisecta cristiano, donde se ha ganado una reputación por sus críticas a las religiones no cristianas, los nuevos movimientos y cultos religiosos, así como a herejía en el cristianismo. También es un apologista de cuestiones doctrinales y culturales.
A finales de los años 1980, Hanegraaff se asoció con Walter Ralston Martin en el Christian Research Institute (CRI), el ministerio protestante conservador antisecta y de apologética, que Martin fundó en 1960. Después de la muerte de Martin por insuficiencia cardíaca en junio de 1989, Hanegraaff se convirtió en presidente del CRI. Como parte de sus funciones, Hanegraaff reemplazó a Martin como presentador del programa de radio The Bible Answer Man y se convirtió en conferencista y predicador itinerante en iglesias, donde cumplió con los estatutos ministeriales generales de CRI.

## Demanda por difamación de 2007
Hanegraaff demandó al crítico William Alnor por alegar que la recaudación de fondos de Hanegraaff estaba bajo investigación por fraude postal. La acusación se basó en un incidente de correo mal dirigido, al que siguió una carta de recaudación de fondos de CRI de enero de 2005 que decía que el error podría haber causado la pérdida de "quizás cientos de miles de dólares" en donaciones. La demanda por difamación fue desestimada basándose en el estatuto anti-SLAPP de California. El tribunal determinó que, aunque las declaraciones de Alnor sobre una investigación de fraude postal eran falsas, era poco probable que Hanegraaff demostrara "malicia real".

## Libros
- Christianity in Crisis. Eugene: Harvest House Publishers. 1993. ISBN 0-89081-976-9.
- Counterfeit Revival (1 edición). Dallas: Word Publishing Group (Thomas Nelson). 1997. pp. 315pp. ISBN 9780849911828.
- (Editor general) The Kingdom of the Cults (Minneapolis: Bethany House, 1997).
- The FACE That Demonstrates the Farce of Evolution (Nashville: Word Records, 1998).
- Millennium Bug Debugged (Minneapolis: Bethany, 1998).
- Resurrection (Nashville: Word, 2000).
- The Prayer of Jesus (Nashville: Word, 2001).
- Counterfeit Revival (2nd edición). W. Publishing Group (Thomas Nelson). 2001. p. 416. ISBN 9780849942945.
- Fatal Flaws (Nashville: Word, 2003).
- Bible Answer Book (Nashville: J. Countryman, 2004).
- The Apocalypse Code: Find Out What the Bible REALLY Says About the End Times . . . and Why It Matters Today (Thomas Nelson, 2007).
- Has God Spoken?: Proof of the Bible's Divine Inspiration (Thomas Nelson, 2011).
- Afterlife. Worthy Publishing. 2013. ISBN 9781617950810.

### Novelas
- (con Sigmund Brouwer) The Last Disciple (Wheaton: Tyndale House, 2004).
- (con Sigmund Brouwer) The Last Sacrifice (Wheaton: Tyndale House, 2005).
- (con Sigmund Brouwer) Fuse of Armageddon (Wheaton: Tyndale House, 2007).